# Isolepis fluitans
Isolepis fluitans là loài thực vật có hoa trong họ Cói. Loài này được (L.) R.Br. mô tả khoa học đầu tiên năm 1810.

## Hình ảnh

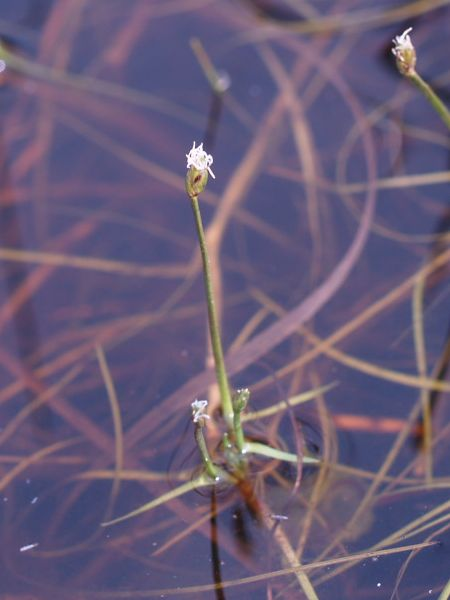
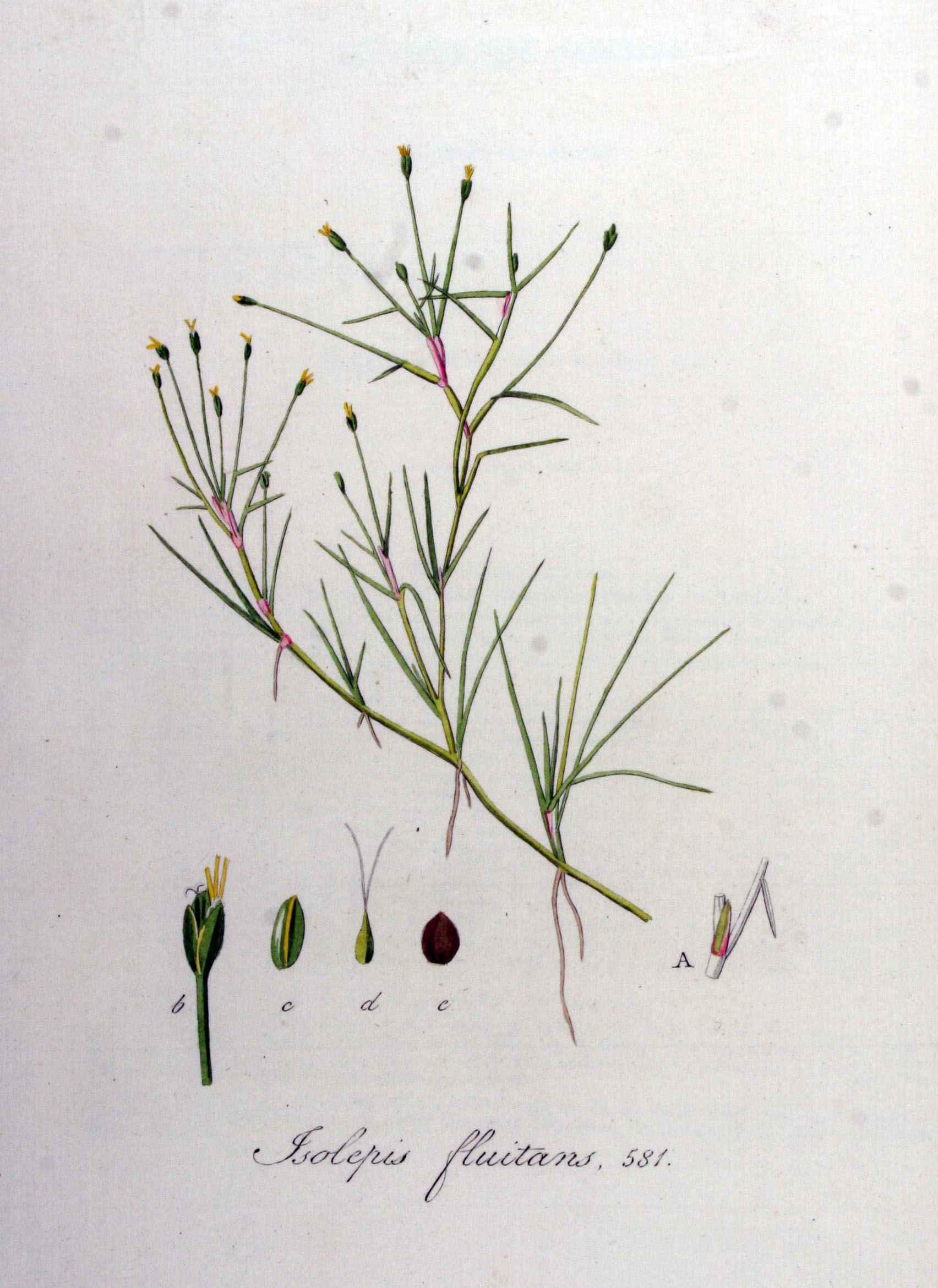